# Harvie Krumpet
Harvie Krumpet és un curtmetratge de comèdia dramàtica feta amb animació de plastilina australià del 2003 escrit, dirigit i animat per Adam Elliot, i narrat per Geoffrey Rush. Explica la història de la vida d'Harvie Krumpet, un home polonès-australià la vida del qual està plagada de mala sort però que, tanmateix, es manté optimista.
La pel·lícula va ser finançada per SBS Independent, l'Australian Film Commission i Film Victoria, i va ser filmada i animada per Adam Elliot i dos assistents durant 15 mesos el 2001-2003, utilitzant models. fet de plastilina i altres materials. La producció es va completar el maig de 2003 i Harvie Krumpet es va estrenar un mes després al Festival Internacional de Cinema d'Animació d'Annecy, seguit de més de 100 projeccions posteriors en festivals de cinema. Va guanyar molts reconeixements, inclòs l'Oscar al millor curtmetratge d'animació el 2004.

## Argument
Harvek Milos Krumpetzki va néixer "de cap per avall i de darrere a davant" a Polònia l'any 1922. De petit, la seva mare l'ajuda a recollir peces d'informació anomenades "fakts" que s'escriuen en un quadern penjat al coll, que es presenten al llarg del pel·lícula. A l'esclat de la Segona Guerra Mundial, poc després que la seva casa sigui cremada i els seus pares morin congelats, Harvek emigra a Austràlia com a refugiat, s'instal·la a Spotswood (Victoria) i canvia el seu nom per Harvie. Krumpet.
Malgrat una vida plena de mala sort, inclosa ser diagnosticat amb la síndrome de Tourette; tenir part del seu crani substituït per una placa d'acer que es converteix en magnetitzat després de ser colpejat per un llamp; desenvolupar asma a causa del tabaquisme intens; i perd un dels seus testicles a causa del càncer, Harvie continua sent optimista, vivint la seva pròpia forma de vida excèntrica. En un dels episodis cabdals de la seva vida, Harvie s'asseu al parc al costat d'una estàtua d’Horaci mentre escolta l'instructiu Carpe diem, que l'inspira a fer molts canvis en el seu vida, com abraçar el nudisme i el vegetarianisme, i embarcar-se en atrevides missions de rescat pels drets dels animals. Es casa amb Val, una infermera que coneix a l'hospital, i adopten una filla, Ruby, que té les extremitats deformades a causa dels efectes de la talidomida.
Després que la Ruby es traslladi a Amèrica per seguir una carrera com a advocada i Val mor d'un ictus, Harvie desenvolupa la malaltia d'Alzheimer i és col·locat en una residència d'avis. Tot i que es va plantejar breument el suïcidi, va decidir continuar vivint la resta de la seva vida al màxim. El "fakt" final presentat diu: "La vida és com un cigarret. Fuma'l fins al cul".

## Repartiment de veu
- John Flaus com a Harvie Krumpet
- Geoffrey Rush com a Narrador. Els cineastes es van acostar a Rush amb còpies dels tres curtmetratges anteriors d'Elliot per demanar-li que participés en Harvie Krumpet.[1] Rush va gravar la narració a l'inici de la producció de la pel·lícula, de manera que el seu diàleg es pogués utilitzar per guiar els animadors a l'hora de determinar la durada de cada pla.[2]:5 Quan l'animació es va completar, però, Elliot va trobar que "quan vam posar la seva veu a les imatges, la seva veu va sortir una mica massa freda", així que Rush va tornar a va gravar les seves línies amb una "actuació més colorida i emotiva".[3]:135
- Julie Forsyth com a Lilliana Krumpetzki i Baby Harvie. Forsyth, juntament amb el cor de l'Elwood Primary School, també va fer la veu per a la cançó "God Is Better than Football", composta per Keith Binns.[4]:85
- Kamahl com l'estàtua d'Horaci

## Producció
Adam Elliot va concebre la idea darrere d'Harvie Krumpet durant un període de deu anys, i va escriure catorze esborranys del guió durant tres mesos. També va crear un storyboard de 300 panells per visualitzar la pel·lícula abans que comencés l'animació.:5 Va descriure el personatge d'Harvie com "una fusió de moltes persones que conec" a més de ser en part autobiogràfic. El desenvolupament de la trama d'Elliot va començar amb petits detalls del personatge amb els quals podia "treballar al revés i després trobar un ritme a la peça".:136 Harvie Krumpet va marcar la primera vegada que Elliot va treballar amb una productora, Melanie Coombs. El finançament del pressupost de producció de la pel·lícula de 377.000 dòlars australians es va repartir entre tres productores: SBS Independent, la Australian Film Commission i Film Victoria.
Harvie Krumpet es va rodar a Melbourne durant 15 mesos entre octubre de 2001 i gener de 2003. La pel·lícula es va rodar en seqüència en blocs de tres mesos, intercalats amb blocs de tres mesos de conjunts i models de construcció. La producció va començar al garatge d'Elliott i posteriorment es va dur a terme en tres estudis separats, movent-se tres vegades per tal d'acomodar la mida creixent dels decorats.:134 Va ser rodat en Súper pel·lícula de 16 mm amb una càmera Bolex.:5 Cada fotograma es va animar individualment, el que significa que una mitjana de 3-5 segons de pel·lícula es va produir durant cada dia complet de rodatge.:134–135
La pel·lícula va ser produïda per animació de plastilina utilitzant models de personatges cadascun de la mida d'una ampolla de vi.:7 Els models es van construir per primera vegada amb plastilina abans d'abocar-los. Carbog, un material sòlid utilitzat pels mecànics, en motlles per formar els cossos. Després es van pintar per semblar plastilina i es va utilitzar plastilina real al voltant del filferro per als braços. Elliot va dir que va triar utilitzar Carbog ja que els models fets només amb plastilina requeririen més manteniment.:134 Alguns personatges tenien boques reemplaçables fetes d'argila Sculpey endurida que estaven unides magnèticament. a les cares per reflectir diferents expressions facials; El model d'Harvie tenia més de 30 formes de boca separades. El disseny dels models va estar influenciat pel tremolor d'Elliot, ja que necessitava que fossin relativament grans i fàcils de manipular.:7 Va fer que els ulls de les models fossin especialment grans "per expressar plenament l'emoció del personatge". Va deixar intencionadament empremtes dactilars a la plastilina quan manipulava les models per recordar al públic que "el que estan veient és tangible, tàctil i no es genera a través d'un ordinador".:134 Sophie Raymond i Michael Bazeley li van ajudar a construir i modelar els personatges. Els conjunts es van construir en gran part amb fusta.:7
Harvie Krumpet va ser editat per Bill Murphy durant vuit dies repartits en diverses setmanes. El tall original de 45–50 minuts de metratge es va reduir a un tall final de menys de 23 minuts.:134–135 Es van afegir més de 2000 clips de so durant el disseny de so i la pel·lícula es va convertir a pel·lícula de 35 mm el maig de 2003.:5

## Llançament i recepció
Harvie Krumpet es va estrenar al Festival Internacional de Cinema d'Animació d'Annecy el juny de 2003, on va guanyar tres dels quatre premis principals del festival, el Prix FIPRESCI, Prix du public i Prix especial du jury. La seva estrena a Austràlia va ser al Festival Internacional de Cinema de Melbourne de 2003, on va guanyar el premi al millor curt australià.:10 També va rebre el premi al millor curtmetratge d'animació al XXXVI Festival Internacional de Cinema Fantàstic de Catalunya. Durant el període 2003-2004, la pel·lícula es va projectar a més de 100 festivals de cinema d'arreu del món, guanyant 40 premis.:10–11 Als Premis Oscar de 2003, la pel·lícula va ser guardonada amb el  Millor curtmetratge d'animació, i a Austràlia va guanyar el Millor curt d'animació als 45è Australian Film Institute Awards i el premi a la millor animació als Inside Film Awards de 2004.
Rob Mackie va atorgar a Harvie Krumpet 4 de 5 estrelles en una ressenya de The Guardian, descrivint-la com "a la vegada afectuosament evocadora i molt divertida". El crític de The Sydney Morning Herald Sacha Molitorisz va resumir la pel·lícula com a "divertidíssima, commovedora i meravellosa". Va elogiar la "minuciosa atenció als detalls i l'amor pels seus personatges" d'Elliot, així com la narració de Rush.